# Al-Attara
Al-Attara' (àrab: العطارة, al-ʿAṭṭāra) és una vila palestina de la governació de Jenin a Cisjordània al nord de la vall del Jordà, a 15 kilòmetres al sud-oest de Jenin. Segons el cens de l'Oficina Central Palestina d'Estadístiques (PCBS), Al-Attara' tenia 1.072 habitants en 2007.